# Wereldkampioenschap hockey vrouwen 2002
Het wereldkampioenschap hockey voor vrouwen werd in 2002 in het Australische Perth gehouden. Het toernooi werd georganiseerd door de FIH en duurde van 24 november tot en met 8 december. De Argentijnse hockeyploeg won de wereldtitel voor de eerste keer. Na zes edities met 12 deelnemers was het deelnemersveld uitgebreid naar 16 landen.

## Kwalificatie
Voor het toernooi plaatsten zich het gastland en de vijf continentale kampioenen. Europa kreeg een extra plaats gebaseerd op de wereldranglijst. Daarbij kwamen de twee best landen van de Olympische Spelen die zich op basis van het voorgaande nog niet hadden gekwalificeerd. In eerste instantie zouden de beste 7 landen van de Intercontinental Cup 2001 zich plaatsen, maar de FIH besloot vlak voor de start van het toernooi dat dit de top zes zou zijn. Dit als gevolg van de Aanslagen op 11 september 2001 in de Verenigde Staten waardoor het Amerikaanse team niet kon afreizen naar Frankrijk. De Verenigde Staten kreeg nu de kans om in een playoff-serie met de nummer 7, India, te strijden om het laatste ticket voor het wereldkampioenschap.
| Data                      | Toernooi                          | Locatie                        | Gekwalificeerd                                    |
| ------------------------- | --------------------------------- | ------------------------------ | ------------------------------------------------- |
| Gastland                  | Gastland                          | Gastland                       | Australië                                         |
| 7–11 november 1998        | Afrikaans kampioenschap 1998      | Harare, Zimbabwe               | Zuid-Afrika                                       |
| 18–29 augustus 1999       | Europees kampioenschap 1999       | Keulen, Duitsland              | Nederland Duitsland                               |
| 2–10 december 1999        | Aziatisch kampioenschap 1999      | New Delhi, India               | Zuid-Korea                                        |
| 8-18 maart 2001           | Pan-Amerikaans kampioenschap 2001 | Kingston, Jamaica              | Argentinië                                        |
| 26–29 juli 2001           | Oceanisch kampioenschap 2001      | Nieuw-Zeeland                  | Nieuw-Zeeland*                                    |
| 16–29 september 2000      | Olympische Zomerspelen 2000       | Sydney, Australië              | Spanje China                                      |
| 18–30 september juli 2001 | Intercontinental Cup 2001         | Amiens en Abbeville, Frankrijk | Engeland Rusland Oekraïne Japan Ierland Schotland |
| 22–25 juni 2002           | Playoff                           | Cannock, Engeland              | Verenigde Staten                                  |

* Omdat kampioen Australië al was gekwalificeerd als gastland, ging Nieuw-Zeeland als nummer 2 van het toernooi, naar het WK.

## Groepsindeling
| Groep A                                                                        | Groep B                                                                        |
| ------------------------------------------------------------------------------ | ------------------------------------------------------------------------------ |
| Argentinië China Duitsland Nieuw-Zeeland Oekraïne Rusland Schotland Zuid-Korea | Australië Engeland Ierland Japan Nederland Spanje Verenigde Staten Zuid-Afrika |

## Uitslagen
Alle tijden zijn in de lokale tijd UTC+8.

### Eerste ronde
De zestien landen werden in twee groepen gedeeld. De nummers 1 en 2 speelden de halve finales. De nummers 3 en 4 speelden om de plaatsen 5 t/m 8, de nummers 5 en 6 om de plaatsen 9 t/m 12 en de overige landen om de plaatsen 13 t/m 16.
Groep A
| Team          | GS | W | G | V | DV | DT | DS  | Ptn |
| ------------- | -- | - | - | - | -- | -- | --- | --- |
| Argentinië    | 7  | 7 | 0 | 0 | 17 | 2  | +15 | 21  |
| China         | 7  | 5 | 1 | 1 | 14 | 5  | +9  | 16  |
| Zuid-Korea    | 7  | 4 | 2 | 1 | 20 | 7  | +13 | 14  |
| Duitsland     | 7  | 4 | 0 | 3 | 17 | 10 | +7  | 12  |
| Nieuw-Zeeland | 7  | 2 | 0 | 5 | 8  | 12 | −4  | 6   |
| Schotland     | 7  | 2 | 0 | 5 | 8  | 21 | −13 | 6   |
| Oekraïne      | 7  | 1 | 2 | 4 | 11 | 23 | −12 | 5   |
| Rusland       | 7  | 0 | 1 | 6 | 6  | 21 | −15 | 1   |

| 24 november 2002 14:05 |           |            |                                                          |
| China                  | 0–0       | Zuid-Korea | Scheidsrechters: Marelize de Klerk Soledad Ipparraguirre |
|                        | (verslag) |            | Scheidsrechters: Marelize de Klerk Soledad Ipparraguirre |

| 24 november 2002 15:35 |           |                                                        |                                             |
| Rusland                | 0–4       | Duitsland                                              | Scheidsrechters: Judith Barnesby Mary Power |
|                        | (verslag) | Bachmann 10' Keller 40' Rinne 56' Ernsting-Krienke 62' | Scheidsrechters: Judith Barnesby Mary Power |

| 24 november 2002 18:05 |           |               |                                              |
| Argentinië             | 1–0       | Nieuw-Zeeland | Scheidsrechters: Ute Conen Julie Ashton-Lucy |
| García 46'             | (verslag) |               | Scheidsrechters: Ute Conen Julie Ashton-Lucy |

| 24 november 2002 20:05       |           |             |                                            |
| Oekraïne                     | 2–1       | Schotland   | Scheidsrechters: Jun Kentwell Dawn Henning |
| Kolomiyets 16' Vasyukova 51' | (verslag) | Carroll 21' | Scheidsrechters: Jun Kentwell Dawn Henning |

| 26 november 2002 14:05               |           |                 |                                                 |
| Nieuw-Zeeland                        | 3–1       | Rusland         | Scheidsrechters: Marelize de Klerk Jun Kentwell |
| Hamahona 22' Pearce 45' Christie 46' | (verslag) | Chegurdaeva 54' | Scheidsrechters: Marelize de Klerk Jun Kentwell |

| 26 november 2002 16:05 |           |                                         |                                                     |
| Schotland              | 0–3       | China                                   | Scheidsrechters: Lynn Farrell Carolina de la Fuente |
|                        | (verslag) | Tang Chunling 11', 59' Zhou Wanfeng 17' | Scheidsrechters: Lynn Farrell Carolina de la Fuente |

| 26 november 2002 18:05 |           |                                               |                                                   |
| Duitsland              | 1–3       | Zuid-Korea                                    | Scheidsrechters: Julie Ashton-Lucy Chieko Akiyama |
| Rinne 64'              | (verslag) | Lee Jin-hee 21' Lee Seon-ok 54' Nam Jin-a 62' | Scheidsrechters: Julie Ashton-Lucy Chieko Akiyama |

| 26 november 2002 20:05                                    |           |                 |                                        |
| Argentinië                                                | 5–1       | Oekraïne        | Scheidsrechters: Lee Mi-ok Jean Duncan |
| García 21' Aymar 23' Margalot 37' Rognoni 41' Doreski 66' | (verslag) | Vynohradova 46' | Scheidsrechters: Lee Mi-ok Jean Duncan |

| 28 november 2002 14:05  |           |               |                                                 |
| Schotland               | 2–1       | Nieuw-Zeeland | Scheidsrechters: Michelle Arnold Kazuko Yasueda |
| Carroll 22' Clement 39' | (verslag) | Weavers 31'   | Scheidsrechters: Michelle Arnold Kazuko Yasueda |

| 28 november 2002 16:05 |           |                   |                                         |
| Zuid-Korea             | 2–2       | Oekraïne          | Scheidsrechters: Ute Conen Jun Kentwell |
| Kim Eun-jin 35', 61'   | (verslag) | Vasyukova 8', 30' | Scheidsrechters: Ute Conen Jun Kentwell |

| 28 november 2002 18:05 |           |              |                                            |
| Duitsland              | 0–1       | Argentinië   | Scheidsrechters: Reneé Cohen Sarah Garnett |
|                        | (verslag) | Margalot 65' | Scheidsrechters: Reneé Cohen Sarah Garnett |

| 28 november 2002 20:05 |           |                                |                                             |
| Rusland                | 1–2       | China                          | Scheidsrechters: Jean Duncan Chieko Akiyama |
| Rastorgoueva 56'       | (verslag) | Li Shuang 27' Chen Zhaoxia 70' | Scheidsrechters: Jean Duncan Chieko Akiyama |

| 29 november 2002 16:05                    |           |           |                                            |
| Duitsland                                 | 3–0       | Schotland | Scheidsrechters: Dawn Henning Jun Kentwell |
| Boie 16' Lätzsch 19' Ernsting-Krienke 20' | (verslag) |           | Scheidsrechters: Dawn Henning Jun Kentwell |

| 29 november 2002 18:05 |           |                                               |                                                 |
| Nieuw-Zeeland          | 0–3       | Zuid-Korea                                    | Scheidsrechters: Judith Barnesby Chieko Akiyama |
|                        | (verslag) | Lee Eun-young 3' Kim Yun-mi 15' Nam Jin-a 36' | Scheidsrechters: Judith Barnesby Chieko Akiyama |

| 30 november 2002 10:35      |                      |                                               |                                              |
| Oekraïne                    | 3–3                  | Rusland                                       | Scheidsrechters: Michelle Arnold Lyn Farrell |
| Dudko 42' Kobzenko 45', 58' | (verslag)[dode link] | Vassioukova 12' Chegurdaeva 63' Basaychuk 65' | Scheidsrechters: Michelle Arnold Lyn Farrell |

| 30 november 2002 12:32 |           |                |                                                |
| China                  | 0–2       | Argentinië     | Scheidsrechters: Reneé Cohen Julie Ashton-Lucy |
|                        | (verslag) | García 5', 10' | Scheidsrechters: Reneé Cohen Julie Ashton-Lucy |

| 1 december 2002 09:05        |           |               |                                                |
| Duitsland                    | 3–1       | Nieuw-Zeeland | Scheidsrechters: Marelize de Klerk Jean Duncan |
| Klecker 13', 67' Böhmert 31' | (verslag) | Turner 4'     | Scheidsrechters: Marelize de Klerk Jean Duncan |

| 1 december 2002 14:05                                          |           |           |                                               |
| Argentinië                                                     | 5–0       | Schotland | Scheidsrechters: Jun Kentwell Judith Barnesby |
| Burkart 6' González Oliva 10' Aymar 17' García 41' Arrondo 65' | (verslag) |           | Scheidsrechters: Jun Kentwell Judith Barnesby |

| 1 december 2002 16:05                                      |           |         |                                            |
| Zuid-Korea                                                 | 5–0       | Rusland | Scheidsrechters: Mary Power Gina Spitaleri |
| Kim Seong-eun 38', 40' Kim Yun-mi 63', 69' Lee Seon-ok 64' | (verslag) |         | Scheidsrechters: Mary Power Gina Spitaleri |

| 1 december 2002 18:05                                 |           |             |                                           |
| China                                                 | 4–1       | Oekraïne    | Scheidsrechters: Lee Mi-ok Chieko Akiyama |
| Zhou Wanfeng 15' Chen Zhaoxia 25', 56' Fu Baorong 51' | (verslag) | Savenko 68' | Scheidsrechters: Lee Mi-ok Chieko Akiyama |

| 3 december 2002 09:05      |                      |          |                                                  |
| Nieuw-Zeeland              | 3–0                  | Oekraïne | Scheidsrechters: Mary Power Soledad Iparraguirre |
| Roberts-Lang 32', 50', 64' | (verslag)[dode link] |          | Scheidsrechters: Mary Power Soledad Iparraguirre |

| 3 december 2002 11:05 |                      |                                                |                                                 |
| Duitsland             | 1–3                  | China                                          | Scheidsrechters: Judith Barnesby Gina Spitaleri |
| Ernsting-Krienke 44'  | (verslag)[dode link] | Tang Chunling 26' Fu Baorong 48' Cheng Hui 70' | Scheidsrechters: Judith Barnesby Gina Spitaleri |

| 3 december 2002 14:05  |           |                 |                                              |
| Argentinië             | 2–1       | Zuid-Korea      | Scheidsrechters: Dawn Henning Chieko Akiyama |
| García 17' Stepnik 50' | (verslag) | Lee Seon-ok 24' | Scheidsrechters: Dawn Henning Chieko Akiyama |

| 3 december 2002 16:05        |           |                 |                                          |
| Schotland                    | 3–1       | Rusland         | Scheidsrechters: Lee Mi-ok Sarah Garnett |
| Carroll 44' Simpson 51', 64' | (verslag) | Chegurdaeva 13' | Scheidsrechters: Lee Mi-ok Sarah Garnett |

| 4 december 2002 09:35 |                      |                                                             |                                                    |
| Oekraïne              | 2–5                  | Duitsland                                                   | Scheidsrechters: Carolina de la Fuente Lyn Farrell |
| Vasyukova 39', 66'    | (verslag)[dode link] | Rinne 24' Ernsting-Krienke 27' Böhmert 52' Klecker 63', 69' | Scheidsrechters: Carolina de la Fuente Lyn Farrell |

| 4 december 2002 15:35                                                   |           |                         |                                              |
| Zuid-Korea                                                              | 6–2       | Schotland               | Scheidsrechters: Reneé Cohen Judith Barnesby |
| Kim Eun-jin 6', 13' Nam Jin-a 22', 49' Kim Seong-eun 40' Oh Ko-woon 58' | (verslag) | Lampard 17' Simpson 68' | Scheidsrechters: Reneé Cohen Judith Barnesby |

| 4 december 2002 16:05 |           |            |                                           |
| Rusland               | 0–1       | Argentinië | Scheidsrechters: Dawn Henning Jean Duncan |
|                       | (verslag) | García 54' | Scheidsrechters: Dawn Henning Jean Duncan |

| 4 december 2002 20:05        |           |               |                                                |
| China                        | 2–0       | Nieuw-Zeeland | Scheidsrechters: Chieko Akiyama Gina Spitaleri |
| Fu Baorong 14' Cheng Hui 31' | (verslag) |               | Scheidsrechters: Chieko Akiyama Gina Spitaleri |

Groep B
| Team             | GS | W | G | V | DV | DT | DS  | Ptn |
| ---------------- | -- | - | - | - | -- | -- | --- | --- |
| Nederland        | 7  | 6 | 1 | 0 | 22 | 5  | +17 | 19  |
| Australië        | 7  | 5 | 1 | 1 | 17 | 6  | +11 | 16  |
| Engeland         | 7  | 3 | 2 | 2 | 12 | 9  | +3  | 11  |
| Spanje           | 7  | 3 | 2 | 2 | 11 | 9  | +2  | 11  |
| Japan            | 7  | 2 | 3 | 1 | 7  | 7  | 0   | 9   |
| Verenigde Staten | 7  | 2 | 0 | 5 | 9  | 17 | −8  | 6   |
| Zuid-Afrika      | 7  | 1 | 2 | 4 | 10 | 17 | −7  | 5   |
| Ierland          | 7  | 0 | 0 | 7 | 4  | 22 | −18 | 0   |

| 24 november 2002 09:05 |                      |              |                                          |
| Japan                  | 1–1                  | Spanje       | Scheidsrechters: Reneé Cohen Lyn Farrell |
| Chiba 46'              | (verslag)[dode link] | Romagosa 43' | Scheidsrechters: Reneé Cohen Lyn Farrell |

| 24 november 2002 09:35       |                      |            |                                                        |
| Engeland                     | 3–1                  | Ierland    | Scheidsrechters: Michelle Arnold Carolina de la Fuente |
| Grant 9' Danson 15' King 56' | (verslag)[dode link] | Boyles 40' | Scheidsrechters: Michelle Arnold Carolina de la Fuente |

| 24 november 2002 11:05                   |           |                  |                                               |
| Australië                                | 4–0       | Verenigde Staten | Scheidsrechters: Chieko Akiyama Sarah Garnett |
| Hudson 3' Powell 9' Alcorn 17' Smith 26' | (verslag) |                  | Scheidsrechters: Chieko Akiyama Sarah Garnett |

| 24 november 2002 16:05                     |           |             |                                                |
| Nederland                                  | 3–0       | Zuid-Afrika | Scheidsrechters: Gina Spitaleri Kazuko Yasueda |
| van der Vaart 32' Schopman 37' Donners 54' | (verslag) |             | Scheidsrechters: Gina Spitaleri Kazuko Yasueda |

| 25 november 2002 14:05 |           |                           |                                            |
| Japan                  | 0–2       | Nederland                 | Scheidsrechters: Lee Mi-ok Judith Barnesby |
|                        | (verslag) | Donners 7' Boomgaardt 46' | Scheidsrechters: Lee Mi-ok Judith Barnesby |

| 25 november 2002 16:05  |           |                      |                                            |
| Zuid-Afrika             | 2–2       | Engeland             | Scheidsrechters: Sarah Garnett Reneé Cohen |
| Koornhof 3' Coetzee 54' | (verslag) | Grant 2' Clewlow 66' | Scheidsrechters: Sarah Garnett Reneé Cohen |

| 25 november 2002 18:05 |           |            |                                             |
| Verenigde Staten       | 2–1       | Ierland    | Scheidsrechters: Jean Duncan Kazuko Yasueda |
| Barber 14', 43'        | (verslag) | Boyles 24' | Scheidsrechters: Jean Duncan Kazuko Yasueda |

| 25 november 2002 20:05 |           |            |                                           |
| Spanje                 | 0–1       | Australië  | Scheidsrechters: Ute Conen Gina Spitaleri |
|                        | (verslag) | Powell 61' | Scheidsrechters: Ute Conen Gina Spitaleri |

| 27 november 2002 14:05            |           |             |                                               |
| Spanje                            | 3–1       | Zuid-Afrika | Scheidsrechters: Judith Barnesby Dawn Henning |
| Romagosa 5' Huertas 29' Camón 55' | (verslag) | Coetzee 57' | Scheidsrechters: Judith Barnesby Dawn Henning |

| 27 november 2002 16:05 |           |                 |                                             |
| Verenigde Staten       | 1–2       | Japan           | Scheidsrechters: Michelle Arnold Mary Power |
| McCann 14'             | (verslag) | Chiba '26', 51' | Scheidsrechters: Michelle Arnold Mary Power |

| 27 november 2002 18:05 |           |           |                                              |
| Australië              | 2–1       | Ierland   | Scheidsrechters: Marelize de Klerk Lee Mi-ok |
| Smith 10' Powell 14'   | (verslag) | Burke 25' | Scheidsrechters: Marelize de Klerk Lee Mi-ok |

| 27 november 2002 20:05   |           |          |                                                      |
| Nederland                | 2–1       | Engeland | Scheidsrechters: Soledad Iparraguirre Gina Spitaleri |
| Petri 27' Boomgaardt 58' | (verslag) | King 21' | Scheidsrechters: Soledad Iparraguirre Gina Spitaleri |

| 29 november 2002 09:05 |                      |           |                                                       |
| Zuid-Afrika            | 1–1                  | Japan     | Scheidsrechters: Carolina de la Fuente Gina Spitaleri |
| Coetzee 9'             | (verslag)[dode link] | Saito 14' | Scheidsrechters: Carolina de la Fuente Gina Spitaleri |

| 29 november 2002 11:05                       |           |                  |                                                         |
| Spanje                                       | 4–1       | Verenigde Staten | Scheidsrechters: Julie Ashton-Lucy Soledad Iparraguirre |
| Goikoetxea 40' Cámón 47' Muñoz 50' López 53' | (verslag) | Barber 52'       | Scheidsrechters: Julie Ashton-Lucy Soledad Iparraguirre |

| 29 november 2002 14:05 |           |                                                                                                  |                                             |
| Ierland                | 0–6       | Nederland                                                                                        | Scheidsrechters: Jean Duncan Kazuko Yasueda |
|                        | (verslag) | Donners 13' van Geenhuizen 36' Moreira de Melo 41' van der Vaart 43' van Hees 45' Boomgaardt 47' | Scheidsrechters: Jean Duncan Kazuko Yasueda |

| 29 november 2002 20:05 |           |                            |                                                |
| Engeland               | 1–3       | Australië                  | Scheidsrechters: Lyn Farrell Marelize de Klerk |
| King 24'               | (verslag) | Dobson 23' Powell 30', 62' | Scheidsrechters: Lyn Farrell Marelize de Klerk |

| 30 november 2002 14:35          |           |             |                                              |
| Verenigde Staten                | 3–0       | Zuid-Afrika | Scheidsrechters: Dawn Henning Kazuko Yasueda |
| McCann 26' Jelley 37' Smith 49' | (verslag) |             | Scheidsrechters: Dawn Henning Kazuko Yasueda |

| 30 november 2002 16:35 |           |                     |                                                      |
| Ierland                | 1–2       | Spanje              | Scheidsrechters: Carolina de la Fuente Sarah Garnett |
| Boyles 36'             | (verslag) | López 14' Muñoz 61' | Scheidsrechters: Carolina de la Fuente Sarah Garnett |

| 30 november 2002 18:35 |           |           |                                                 |
| Japan                  | 1–1       | Engeland  | Scheidsrechters: Soledad Iparraguirre Ute Conen |
| Iwao 33'               | (verslag) | Walsh 59' | Scheidsrechters: Soledad Iparraguirre Ute Conen |

| 1 december 2002 11:05 |                      |                                           |                                                     |
| Australië             | 1–3                  | Nederland                                 | Scheidsrechters: Sarah Garnett Soledad Iparraguirre |
| Smith 43'             | (verslag)[dode link] | Donners 5' van Geenhuizen 24' Smabers 52' | Scheidsrechters: Sarah Garnett Soledad Iparraguirre |

| 2 december 2002 14:05 |           |            |                                                       |
| Verenigde Staten      | 0–1       | Engeland   | Scheidsrechters: Carolina de la Fuente Kazuko Yasueda |
|                       | (verslag) | Wright 54' | Scheidsrechters: Carolina de la Fuente Kazuko Yasueda |

| 2 december 2002 16:05 |                      |         |                                                    |
| Japan                 | 1–0                  | Ierland | Scheidsrechters: Julie Ashton-Lucy Michelle Arnold |
| Miura 66'             | (verslag)[dode link] |         | Scheidsrechters: Julie Ashton-Lucy Michelle Arnold |

| 2 december 2002 18:05 |                      |              |                                           |
| Spanje                | 1–1                  | Nederland    | Scheidsrechters: Dawn Henning Lyn Farrell |
| Camón 70'             | (verslag)[dode link] | Schopman 54' | Scheidsrechters: Dawn Henning Lyn Farrell |

| 2 december 2002 20:05                                   |           |             |                                        |
| Australië                                               | 5–0       | Zuid-Afrika | Scheidsrechters: Reneé Cohen Ute Conen |
| Towers 1' Skirving 10' Hudson 26' Netzler 42' Twitt 51' | (verslag) |             | Scheidsrechters: Reneé Cohen Ute Conen |

| 4 december 2002 09:05                                     |           |                     |                                           |
| Nederland                                                 | 5–2       | Verenigde Staten    | Scheidsrechters: Kazuko Yasueda Ute Conen |
| Verbakel 12' Donners 42' Boomgaardt 56' van Hees 67', 68' | (verslag) | Lucas 37' Fuchs 70' | Scheidsrechters: Kazuko Yasueda Ute Conen |

| 4 december 2002 11:05             |                      |        |                                                  |
| Engeland                          | 3–0                  | Spanje | Scheidsrechters: Sarah Garnett Marelize de Klerk |
| Grant 5' J. Smith 54' Bennett 70' | (verslag)[dode link] |        | Scheidsrechters: Sarah Garnett Marelize de Klerk |

| 4 december 2002 14:05 |           |                                               |                                                 |
| Ierland               | 0–6       | Zuid-Afrika                                   | Scheidsrechters: Jun Kentwell Julie Ashton-Lucy |
|                       | (verslag) | Coetzee 4', 37', 54' Wilson 8', 60' Meier 56' | Scheidsrechters: Jun Kentwell Julie Ashton-Lucy |

| 4 december 2002 18:05 |           |              |                                       |
| Australië             | 1–1       | Japan        | Scheidsrechters: Lee Mi-ok Mary Power |
| Dobson 12'            | (verslag) | Yamamoto 19' | Scheidsrechters: Lee Mi-ok Mary Power |

### Kruisingswedstrijden
Om plaats 13-16
| 6 december 2002 09:05                        |           |               |                                             |
| Zuid-Afrika                                  | 4–1       | Rusland       | Scheidsrechters: Mary Power Michelle Arnold |
| Coetzee 1' Bee 13' Carlisle 37' Koornhof 48' | (verslag) | Basaychuk 38' | Scheidsrechters: Mary Power Michelle Arnold |

| 6 december 2002 09:35                                 |           |                           |                                           |
| Oekraïne                                              | 4–3       | Ierland                   | Scheidsrechters: Dawn Henning Jean Duncan |
| Kobzenko 18' Savenko 30' Kolomiyets 42' Vasyukova 44' | (verslag) | Boyles 14', 25' Burke 26' | Scheidsrechters: Dawn Henning Jean Duncan |

Om plaats 9-12
| 6 december 2002 12:05             |           |           |                                                  |
| Japan                             | 3–0       | Schotland | Scheidsrechters: Ute Conen Carolina de la Fuente |
| Chiba 30' Yamamoto 56' Komori 62' | (verslag) |           | Scheidsrechters: Ute Conen Carolina de la Fuente |

| 6 december 2002 12:35 |                      |                  |                                                |
| Nieuw-Zeeland         | 0–1                  | Verenigde Staten | Scheidsrechters: Gina Spitaleri Kazuko Yasueda |
|                       | (verslag)[dode link] | Smith 74'        | Scheidsrechters: Gina Spitaleri Kazuko Yasueda |

Om plaats 5-8
| 6 december 2002 15:05                                                  |           |                                  |                                                    |
| Engeland                                                               | 7–2       | Duitsland                        | Scheidsrechters: Marelize de Klerk Judith Barnesby |
| Walker 2' Wright 37' Smith 39', 52', 58' Bennett 43' Marston-Smith 46' | (verslag) | Lätzsch 11' Ernsting-Krienke 17' | Scheidsrechters: Marelize de Klerk Judith Barnesby |

| 6 december 2002 15:35  |           |        |                                             |
| Zuid-Korea             | 2–0       | Spanje | Scheidsrechters: Chieko Akiyama Lyn Farrell |
| Kim Seong-eun 23', 59' | (verslag) |        | Scheidsrechters: Chieko Akiyama Lyn Farrell |

Halve finales
| 6 december 2002 18:05 |           |           |                                            |
| Argentinië            | 1–0       | Australië | Scheidsrechters: Reneé Cohen Sarah Garnett |
| García 8'             | (verslag) |           | Scheidsrechters: Reneé Cohen Sarah Garnett |

| 6 december 2002 20:35 |                      |       |                                                         |
| Nederland             | 1–0                  | China | Scheidsrechters: Soledad Iparraguirre Julie Ashton-Lucy |
| van der Vaart 37'     | (verslag)[dode link] |       | Scheidsrechters: Soledad Iparraguirre Julie Ashton-Lucy |

### Plaatsingswedstrijden
Om de 15e/16e plaats
| 7 december 2002 09:05 |           |           |                                           |
| Rusland               | 0–1       | Ierland   | Scheidsrechters: Lee Mi-ok Kazuko Yasueda |
|                       | (verslag) | Burke 66' | Scheidsrechters: Lee Mi-ok Kazuko Yasueda |

Om de 13e/14e plaats
| 7 december 2002 09:35         |           |              |                                          |
| Zuid-Afrika                   | 3–1       | Oekraïne     | Scheidsrechters: Jun Kentwell Mary Power |
| Coetzee 11', 56' Wehmeyer 60' | (verslag) | Vasyukova 2' | Scheidsrechters: Jun Kentwell Mary Power |

Om de 11e/12e plaats
| 7 december 2002 12:05 |           |                                           |                                                   |
| Schotland             | 0–3       | Nieuw-Zeeland                             | Scheidsrechters: Reneé Cohen Soledad Iparraguirre |
|                       | (verslag) | Weavers 23' Christie 44' Roberts-Lang 69' | Scheidsrechters: Reneé Cohen Soledad Iparraguirre |

Om de 9e/10e plaats
| 7 december 2002 14:35 |               |                  |                                          |
| Japan                 | 0–0 nv 2–4 ns | Verenigde Staten | Scheidsrechters: Ute Conen Sarah Garnett |
|                       | (verslag)     |                  | Scheidsrechters: Ute Conen Sarah Garnett |

Om de 7e/8e plaats
| 7 december 2002 17:05                                                 |           |               |                                             |
| Duitsland                                                             | 6–1       | Spanje        | Scheidsrechters: Gina Spitaleri Jean Duncan |
| Ernsting-Krienke 3' Rinne 11' Böhmert 20' Klecker 28' Keller 49', 58' | (verslag) | Goikoetxea 8' | Scheidsrechters: Gina Spitaleri Jean Duncan |

Om de 5e/6e plaats
| 7 december 2002 19:35    |               |                                      |                                                        |
| Engeland                 | 3–3 nv 4–3 ns | Zuid-Korea                           | Scheidsrechters: Judith Barnesby Carolina de la Fuente |
| Grant 11', 63' Smith 46' | (verslag)     | Lee Seon-ok 19', 45' Kim Eun-jin 22' | Scheidsrechters: Judith Barnesby Carolina de la Fuente |

Troostfinale
| 8 december 2002 10:05 |                      |                              |                                             |
| Australië             | 0–2                  | China                        | Scheidsrechters: Chieko Akiyama Lyn Farrell |
|                       | (verslag)[dode link] | Ma Yibo 13' Chen Zhaoxia 32' | Scheidsrechters: Chieko Akiyama Lyn Farrell |

Finale
| 8 december 2002 12:35 |               |                |                                                      |
| Argentinië            | 1–1 nv 4–2 ns | Nederland      | Scheidsrechters: Marelize de Klerk Julie Ashton-Lucy |
| Arrondo 5'            | (verslag)     | Boomgaardt 69' | Scheidsrechters: Marelize de Klerk Julie Ashton-Lucy |

## Eindrangschikking
| rang   | land             |
| ------ | ---------------- |
| Goud   | Argentinië       |
| Zilver | Nederland        |
| Brons  | China            |
| 4      | Australië        |
| 5      | Engeland         |
| 6      | Zuid-Korea       |
| 7      | Duitsland        |
| 8      | Spanje           |
| 9      | Verenigde Staten |
| 10     | Japan            |
| 11     | Nieuw-Zeeland    |
| 12     | Schotland        |
| 13     | Zuid-Afrika      |
| 14     | Oekraïne         |
| 15     | Ierland          |
| 16     | Rusland          |

## Topscorers
- In onderstaand overzicht zijn alleen de speelsters opgenomen met zes of meer treffers achter hun naam.

| № | Naam                    | Land        | Goals | SC | SB |
| - | ----------------------- | ----------- | ----- | -- | -- |
| 1 | Pietie Coetzee          | Zuid-Afrika | 9     |    |    |
| 2 | Soledad Garcia          | Argentinië  | 8     |    |    |
| 3 | Natalya Vasyukova       | Oekraïne    | 7     |    |    |
| 4 | Nadine Ernsting-Krienke | Duitsland   | 6     |    |    |

WK mannen:
1971 ·
1973 ·
1975 ·
1978 ·
1982 ·
1986 ·
1990 ·
1994 ·
1998 ·
2002 ·
2006 ·
2010 ·
2014 ·
2018 ·
2023 ·
2026
WK vrouwen:
1971 ·
1972 ·
1974 ·
1975 ·
1976 ·
1978 ·
1979 ·
1981 ·
1983 ·
1986 ·
1990 ·
1994 ·
1998 ·
2002 ·
2006 ·
2010 ·
2014 ·
2018 ·
2022 ·
2026